# Torrent de Giraculs
El Torrent de Giraculs és un torrent del terme municipal de l'Estany, a la comarca del Moianès.

El Torrent de Giraculs, respecte del terme de l'Estany

Es forma a prop i al sud-oest del nucli urbà de l'Estany, al paratge de Giraculs, al sud-oest de la Sagrera, en el vessant sud-est del Serrat del Masot, a migdia de la Devesa, i al nord de Cal Parrella. Des d'aquest lloc davalla cap al sud, decantant-se progressivament cap al sud-oest, resseguint tot el Serrat del Masot i deixant a la drets els Solells del Masot, fins que a ponent de la casa de Cal Parrella gira cap a l'oest-sud-oest, i al cap d'uns 400 metres s'aboca en el Riu Sec.